# 알렉산데르 크리스토프
알렉산데르 크리스토프(노르웨이어: Alexander Kristoff, 1987년 7월 5일~)는 노르웨이의 자전거 경기 선수로 현재 유노-X 모빌리티 소속으로 활동하고 있다. 또한 국가대항전에서 노르웨이 국가대표로 활동하고 있으며 2012년 하계 올림픽에서 개인도로 종목 동메달을 획득했다.